# Sân bay Angers – Loire
Sân bay Angers – Loire (tiếng Pháp: Aéroport de Angers - Loire (IATA: ANE, ICAO: LFJR) là một sân bay ở 20 km về phía đông bắc của Angers, ở Marcé, vùng Pays de la Loire của Pháp. Sân bay này cũng có tên gọi là Sân bay Angers-Marcé.

## Các hãng hàng không và các tuyến điểm
- Eastern Airways (Southampton)